# Battaglia di Verkiai
La battaglia di Verkiai fu un attacco delle forze russe su Verkiai, oggi un quartiere della periferia settentrionale di Vilnius. 
I russi, vicini alla firma di un trattato di pace con la Svezia (la pace di Valiersari che pose fine alla guerra russo-turca (1656-1658)) decisero di riprendere la guerra con la Polonia per ottenere il controllo dei territori disputati della Rutenia. Dopo inconcludenti negoziati coi polacchi a Vilnius, l'esercito del principe Jurij Dolgorukov attaccò i polacchi uniti a guardia di Verkiai. Le truppe polacche vennero prese di sorpresa e sconfitte; i russi fecero diversi prigionieri tra cui il comandante polacco, l'atamano Wincenty Korwin Gosiewski; Gosiewski rimase ostaggio dei russi per quattro anni. Un altro comandante polacco, l'atamano Paweł Jan Sapieha, venne incolpato di non essere giunto in aiuto di Gosiewski per attriti personali tra i due.